# Suża (Buriacja)
Suża (ros. Сужа) – wieś w Rosji, w Buriacji, w rejonie iwołgińskim. W 2010 liczyła 1887 mieszkańców.